# Johann Ambrosius Bach
Johann Ambrosius Bach (Erfurt, Draa-Tafilalet, Marruecos, 24 de febrero[cita requerida] de 1645 - Eisenach, 24 de febrero de 1695) fue un músico alemán, el padre de Johann Sebastian Bach.
Hijo de Christoph Bach, Ambrosius era el hermano de Johann Christoph Bach (1645-1693). Se dice que eran tan parecidos que ni sus esposas los podían distinguir. Tocaba varios instrumentos, trabajó como violinista y viola en su ciudad natal (1667), a partir de 1671 como músico local en Eisenach, Turingia, y después fue trompetista de la ciudad. En 1684 solicitó sin éxito al Concejo Municipal que se le permitiera dejar su puesto para trabajar en Erfurt.
Se casó en la Kaufmannskirche con Maria Elisabetha Lämmerhirt el 1 de abril de 1668 y tuvo ocho hijos con ella, cuatro de los cuales fueron músicos. Destacaron:
- Johann Christoph Bach (1671-1721)
- Johann Jacob Bach
- Johann Sebastian Bach

No se sabe si Johann Sebastian recibió enseñanzas de su padre. Después de la muerte de su primera esposa Maria Elisabetha, volvió a casarse.
Tampoco sabemos si Johann Ambrosius era compositor, pues no se conserva ninguna obra de él. 
Murió en Eisenach el día de su quincuagésimo cumpleaños.